# Катання на роликових ковзанах

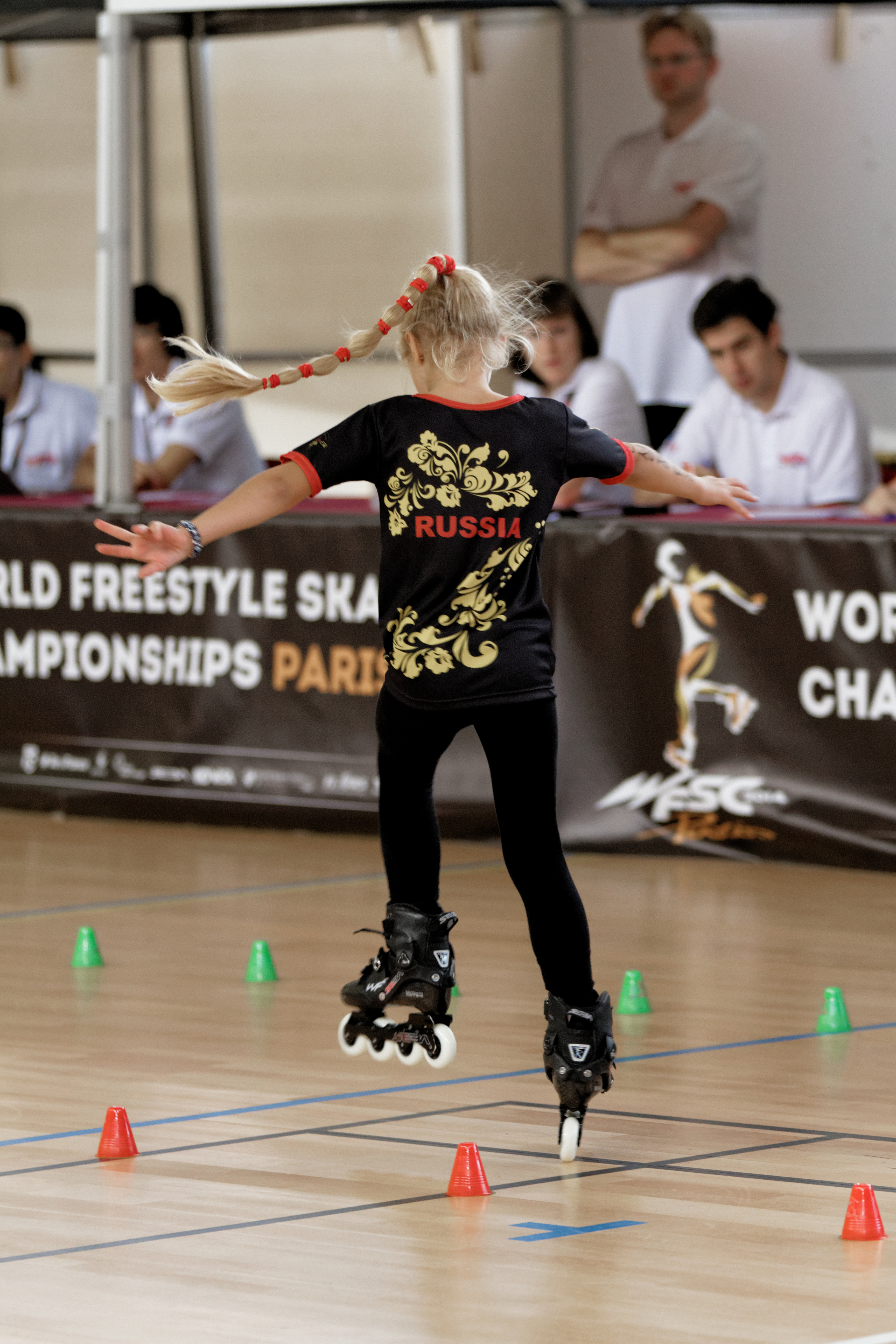
Катання на роликових ковзанах

Катання на роликових ковзанах або ковзання на роликах — пересування на поверхні за допомогою роликових ковзанів. Є формою рекреаційної активності що подібна до спорту, а також є різновидом транспортування.

## Навчання
Існують організовані курси де системно навчають катанню на роликових ковзанах.